# RTCN Krynice

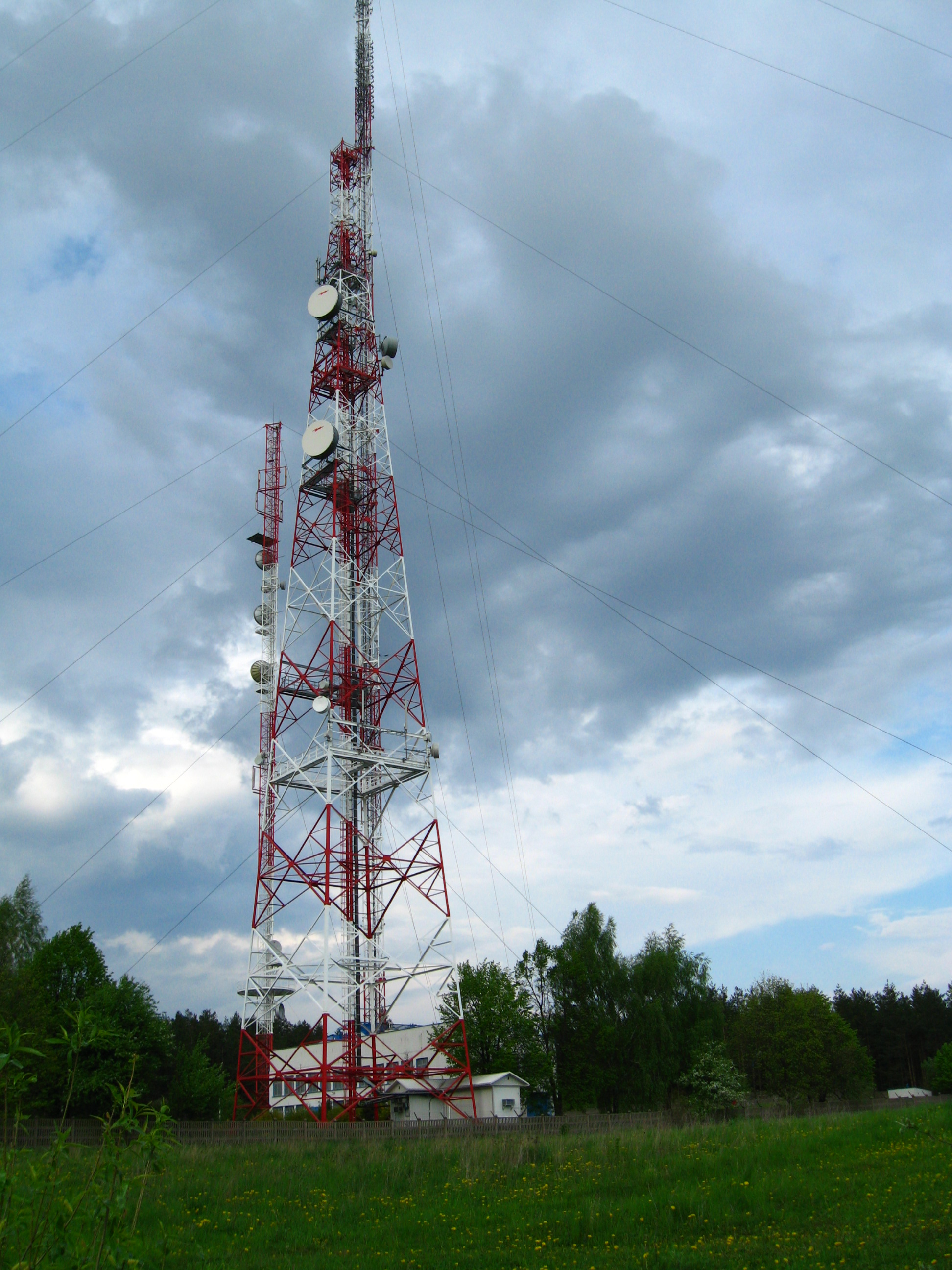
Kratownicowa wieża telekomunikacyjna

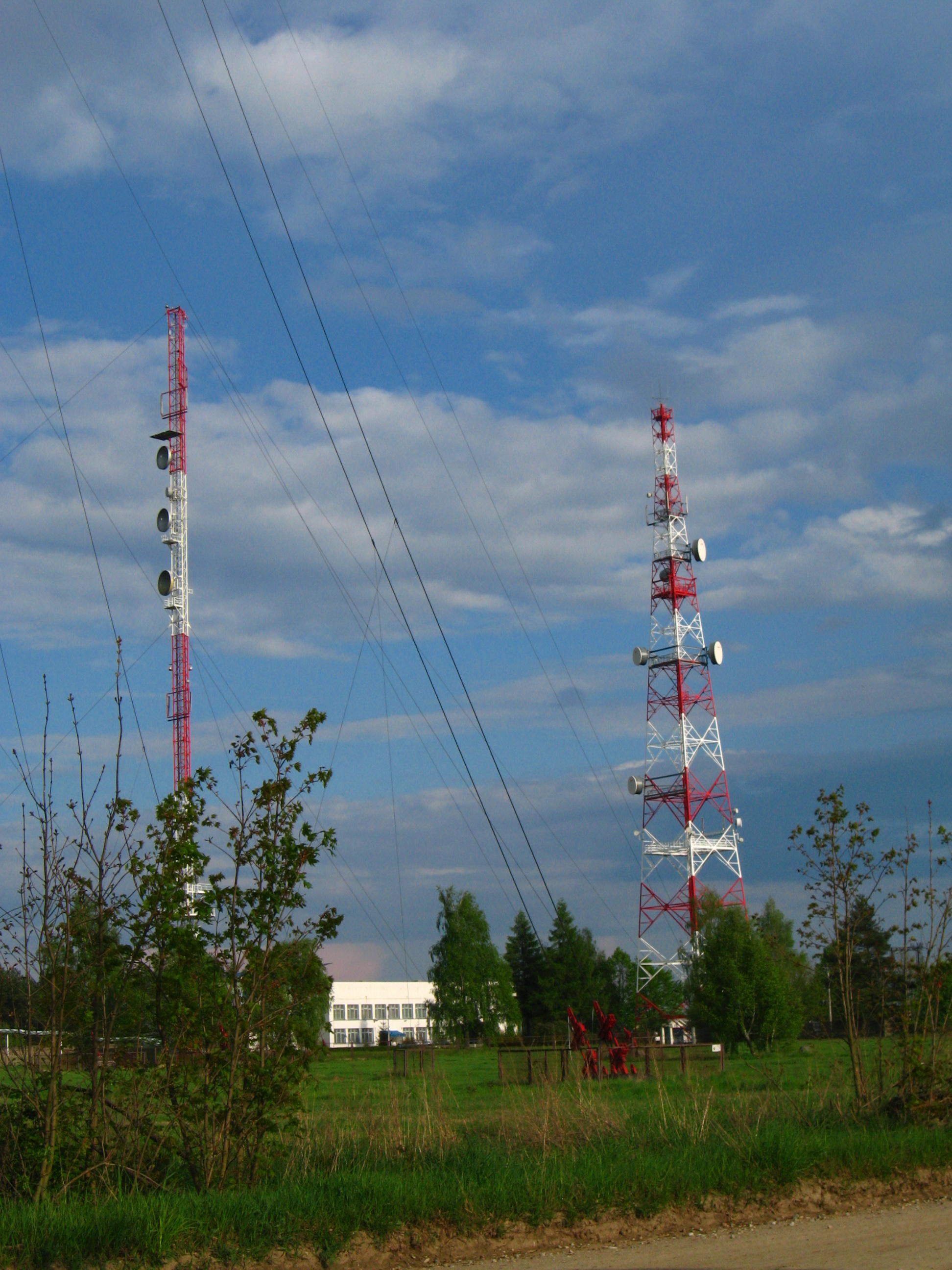
„Stary” maszt (l) i wieża telekomunikacyjna (p)

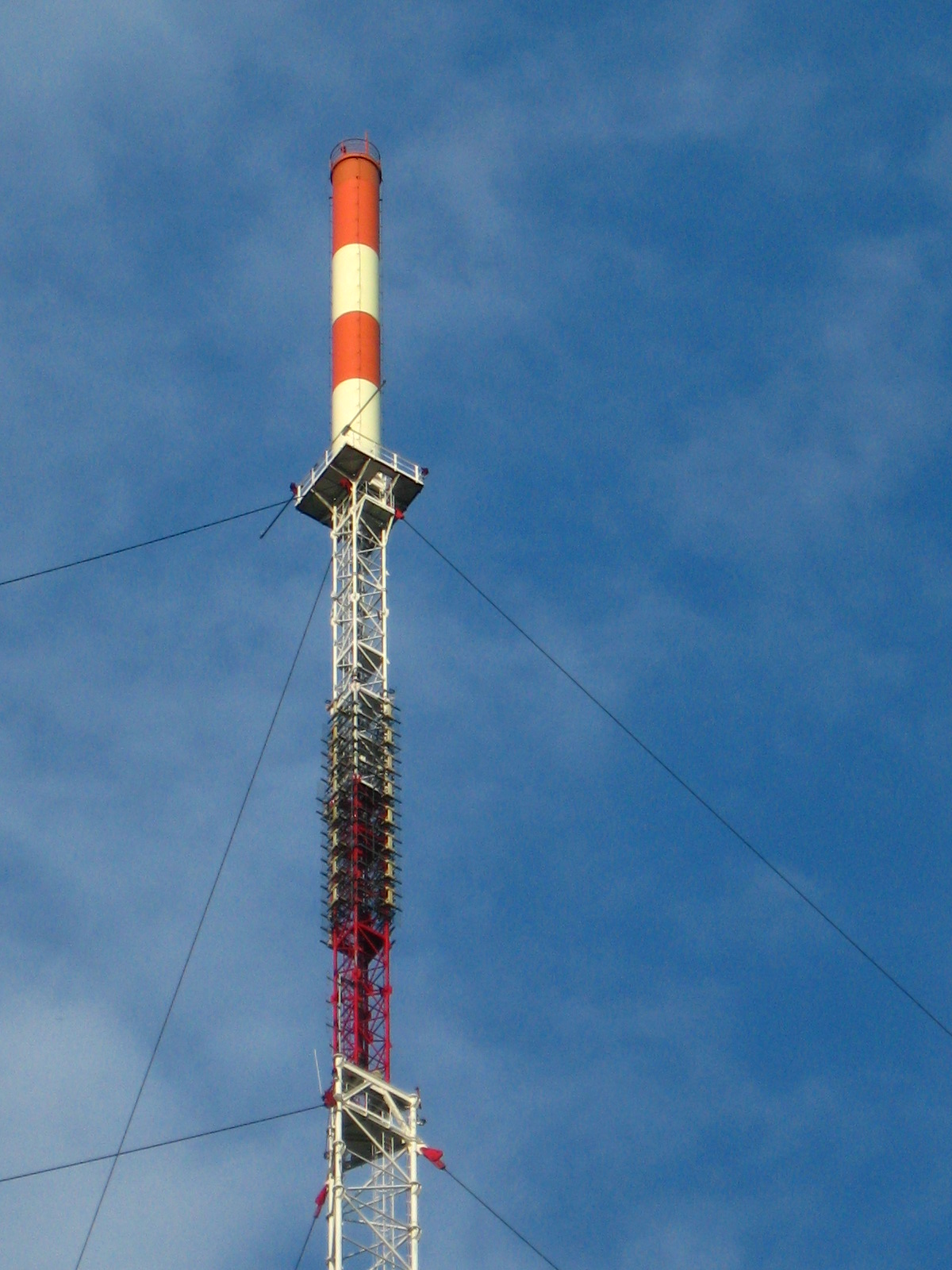
Szczyt najwyższego masztu głównego i anteny MUX-1, MUX-2 i MUX-3 (dawniej: TVP2 i TVP Info/Białystok - 313 m) oraz anteny radia cyfrowego: MUX-R3 (dawniej telewizja: TVP1 - 282 m), które zostały zdemontowane odpowiednio w 2021 i 2016 roku.

RTCN Krynice – Radiowo-Telewizyjne Centrum Nadawcze w Krynicach koło Białegostoku, oddane do użytku 23 grudnia 1962 roku. Operatorem obiektu jest spółka EmiTel.

## Maszty
Na jego terenie znajduje się maszt radiowy o wysokości 331 m – siódmy co do wysokości w Polsce. Wykonany został on w 1996 roku przez katowicki oddział holdingu Mostostal Zabrze. Jest kotwiczony linami i używany do emisji radiowych UKF i DAB+ oraz telewizyjnych DVB-T i DVB-T2.
Początkowo do transmisji był wykorzystywany, oddany do użytku we wrześniu 1962 roku, maszt o wysokości 226 metrów. W 1996 roku został on jednak zdemontowany do wysokości 102 m, po oddaniu do użytku nowego masztu.

## Parametry
- Wysokość zawieszenia systemów antenowych: Radio analogowe: 213 m, 243 m, 250 m, Radio cyfrowe: 286 m, Telewizja cyfrowa: 275m, 313 m n.p.t.[6], rezerwa telewizyjna: 295 m, rezerwa MUX8/DAB+: 171 m.

## Nadawane programy

### Nienadawane analogowe programy telewizyjne
Kanały telewizji analogowej wyłączone 17 czerwca 2013 roku.
| Lp. | Program                 | Właściciel                                  | Częstotliwość | Kanał | Moc transmisji ERP | Okres nadawania                                                                                                  |
| --- | ----------------------- | ------------------------------------------- | ------------- | ----- | ------------------ | --- |
| 1   | TVP1                    | Telewizja Polska S.A.                       | 191,25 MHz    | 8     | 80 kW              | 23 grudnia 1962 - 17 czerwca 2013                                                                                |
| 2   | TVP2                    | Telewizja Polska S.A.                       | 479,25 MHz    | 22    | 400 kW             | 29 listopada 1996 - 17 czerwca 2013 (wcześniej "Dwójka" nadawała z obiektu przy ul. Skłodowskiej w Białymstoku ) |
| 3   | TVP Info/TVP3 Białystok | Telewizja Polska S.A. oddział w Białymstoku | 583,25 MHz    | 35    | 100 kW             | 21 grudnia 1997 - 17 czerwca 2013                                                                                |

Kanały telewizji analogowej wyłączone 31 grudnia 2004 roku (przeniesienie emisji na obiekt przy ul. Cieszyńskiej w Białymstoku).
| Lp. | Program | Właściciel | Częstotliwość | Kanał | Moc transmisji ERP | Okres nadawania        |
| --- | ------- | ---------- | ------------- | ----- | ------------------ | ---------------------- |
| 1   | TVN     | TVN S.A.   | 215,25 MHz    | 11    | 1 kW               | 1999 - 31 grudnia 2004 |

### Programy radiowe analogowe
| Lp. | Program                   | Właściciel                                                 | Częstotliwość | Moc transmisji ERP | Polaryzacja | Charakterystyka promieniowania |
| --- | ------------------------- | ---------------------------------------------------------- | ------------- | ------------------ | ----------- | ------------------------------ |
| 1   | Polskie Radio Program I   | Polskie Radio S.A.                                         | 92,30 MHz     | 30 kW              | pozioma     | dookólna                       |
| 2   | Polskie Radio Program III | Polskie Radio S.A.                                         | 96,00 MHz     | 30 kW              | pozioma     | dookólna                       |
| 3   | Białoruskie Radio Racja   | Białoruskie Centrum Informacyjne Sp. z o.o.                | 98,10 MHz     | 120 kW             | pozioma     | kierunkowa                     |
| 4   | Polskie Radio Białystok   | Regionalna Rozgłośnia w Białymstoku "Radio Białystok" S.A. | 99,40 MHz     | 30 kW              | pozioma     | dookólna                       |
| 5   | RMF FM                    | Radio Muzyka Fakty Sp. z o.o.                              | 100,20 MHz    | 120 kW             | pozioma     | dookólna                       |
| 6   | Radio Maryja              | Prowincja Warszawska Zgromadzenia O.O. Redemptorystów      | 104,70 MHz    | 120 kW             | pozioma     | dookólna                       |
| 7   | Radio Zet                 | Radio ZET Sp. z o.o.                                       | 107,30 MHz    | 120 kW             | pozioma     | dookólna                       |

### Programy telewizyjne cyfrowe
Programy telewizyjne cyfrowe po wprowadzeniu DVB-T2
| Nazwa multipleksu | Częstotliwość (MHz) | Kanał | Moc (kW) | Polaryzacja | Charakterystyka promieniowania | Standard nadawania | Kompresja | Data uruchomienia nadajnika                                                    |
| ----------------- | ------------------- | ----- | -------- | ----------- | ------------------------------ | ------------------ | --------- | ------------------------------------------------------------------------------ |
| MUX 1             | 650 MHz             | 43    | 100 kW   | pozioma (H) | dookólna (ND)                  | DVB-T2             | HEVC      | 2 maja 2012                                                                    |
| MUX 2             | 482 MHz             | 22    | 100 kW   | pozioma (H) | dookólna (ND)                  | DVB-T2             | HEVC      | 22 lipca 2011                                                                  |
| MUX 3 (Białystok) | 586 MHz             | 35    | 100 kW   | pozioma (H) | dookólna (ND)                  | DVB-T2             | HEVC      | 17 czerwca 2013                                                                |
| MUX 4             | 562 MHz             | 32    | 100 kW   | pozioma (H) | dookólna (ND)                  | DVB-T2             | HEVC      | 25 kwietnia 2022 (emisja przeniesiona na ten obiekt z Komina Ciepłowni Zachód) |
| MUX 6             | 610 MHz             | 38    | 100 kW   | pozioma (H) | dookólna (ND)                  | DVB-T2             | HEVC      | 28 kwietnia 2021                                                               |
| MUX 8             | 198,5 MHz           | 8     | 24 kW    | pozioma (H) | kierunkowa (D)                 | DVB-T              | MPEG-4    | 31 stycznia 2017                                                               |

### Programy radiowe cyfrowe
| Skład multipleksu | Częstotliwość | Kanał | Moc transmisji ERP | Polaryzacja | Charakterystyka promieniowania |
| --- | ------------- | ----- | ------------------ | ----------- | ------------------------------ |
| DAB+ - Polskie Radio Program I - Polskie Radio Program II - Polskie Radio Program III - Czwórka - Program IV Polskie Radio 24 - Radio Poland - Polskie Radio Chopin - Polskie Radio Dzieciom - Polskie Radio Kierowców - Polskie Radio Białystok - Polskie Radio Dla Ukrainy | 178,532 MHz   | 5C    | 5 kW               | V           | kierunkowa                     |

## Galeria

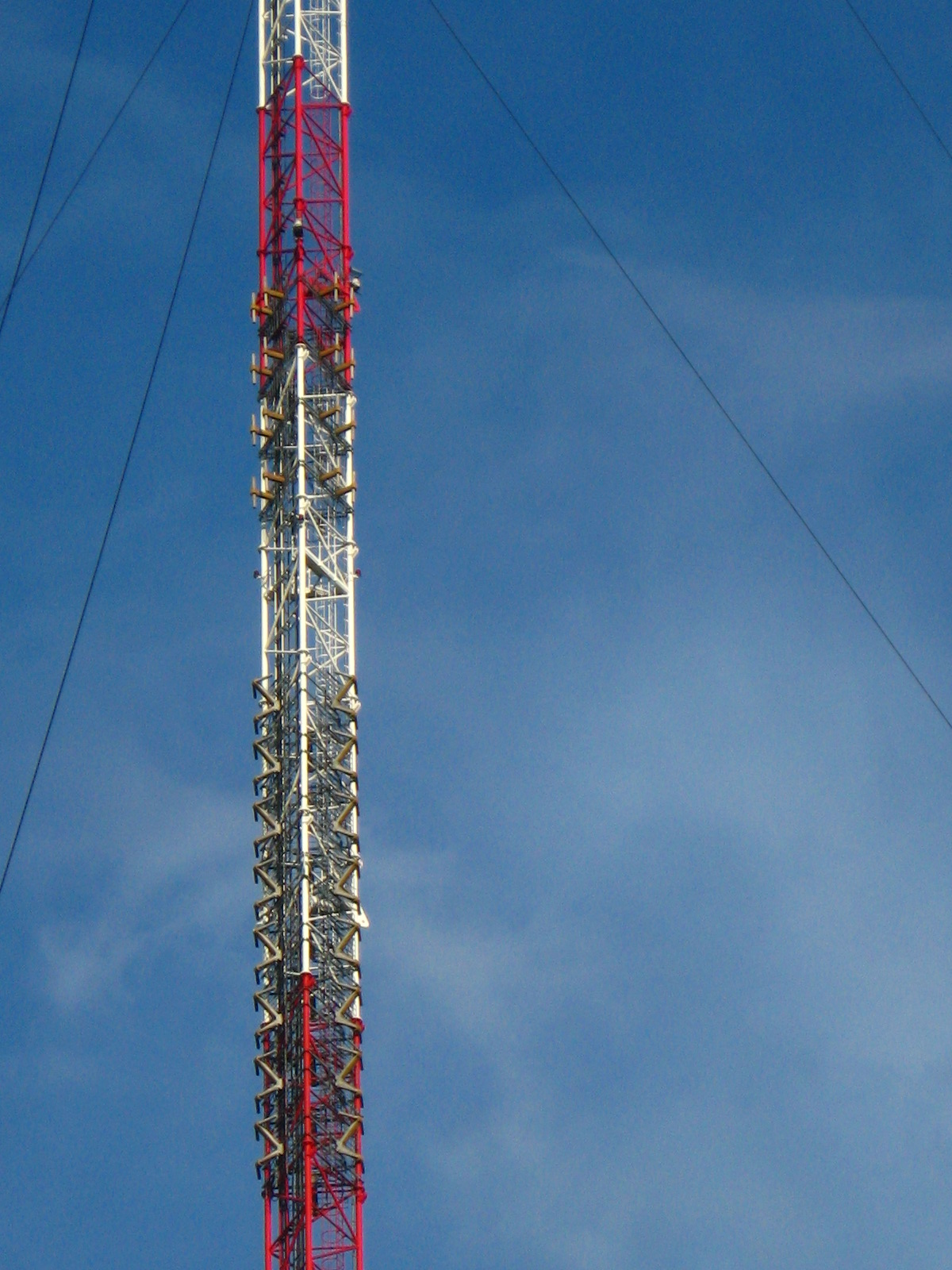
Anteny Polskie Radio Jedynka, Polskie Radio Trójka i Polskie Radio Białystok (243 m) oraz RMF FM, Radio Zet i Radio Maryja (213 m) na maszcie głównym
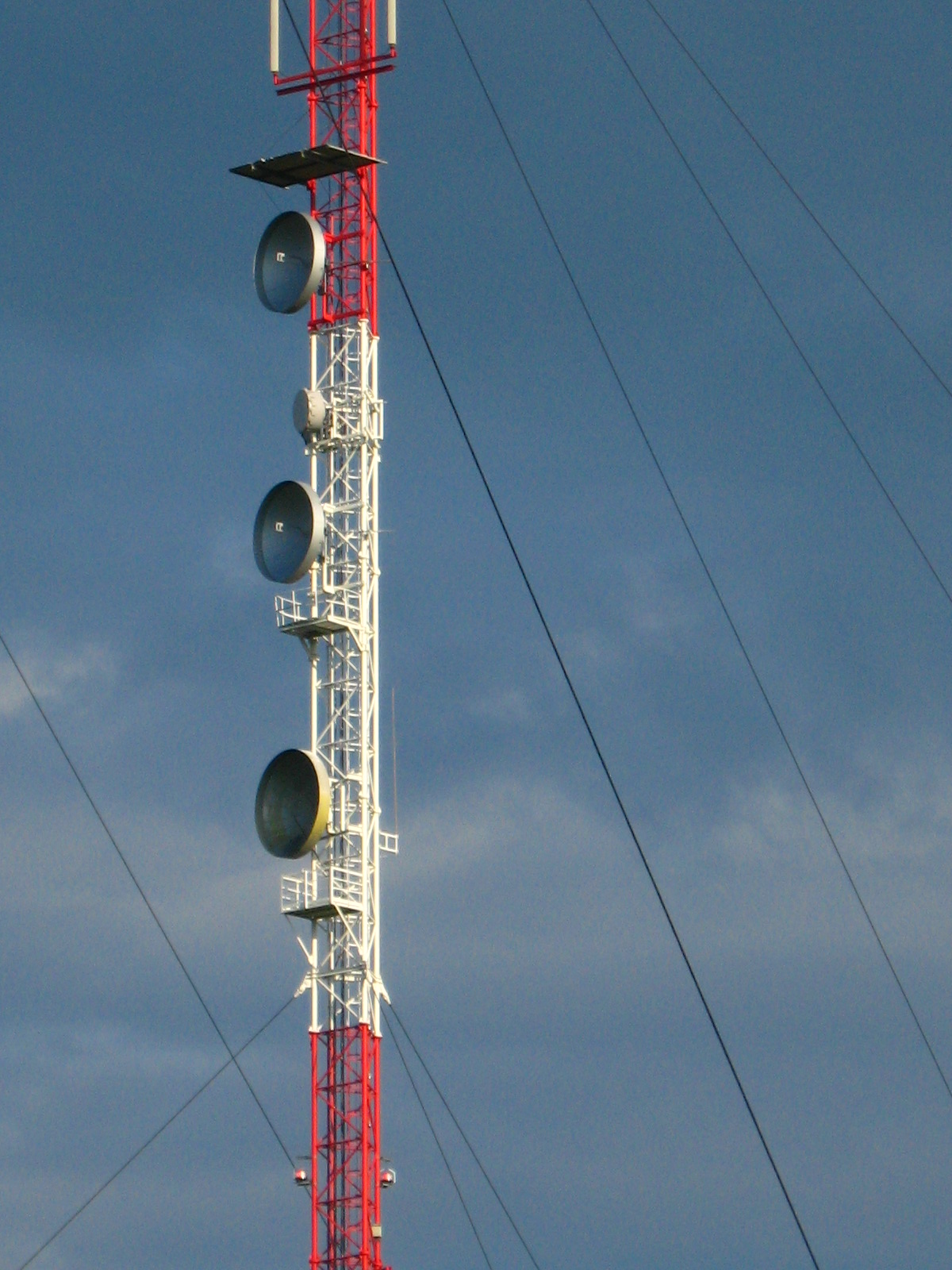
Anteny radiolinii na „starym” maszcie
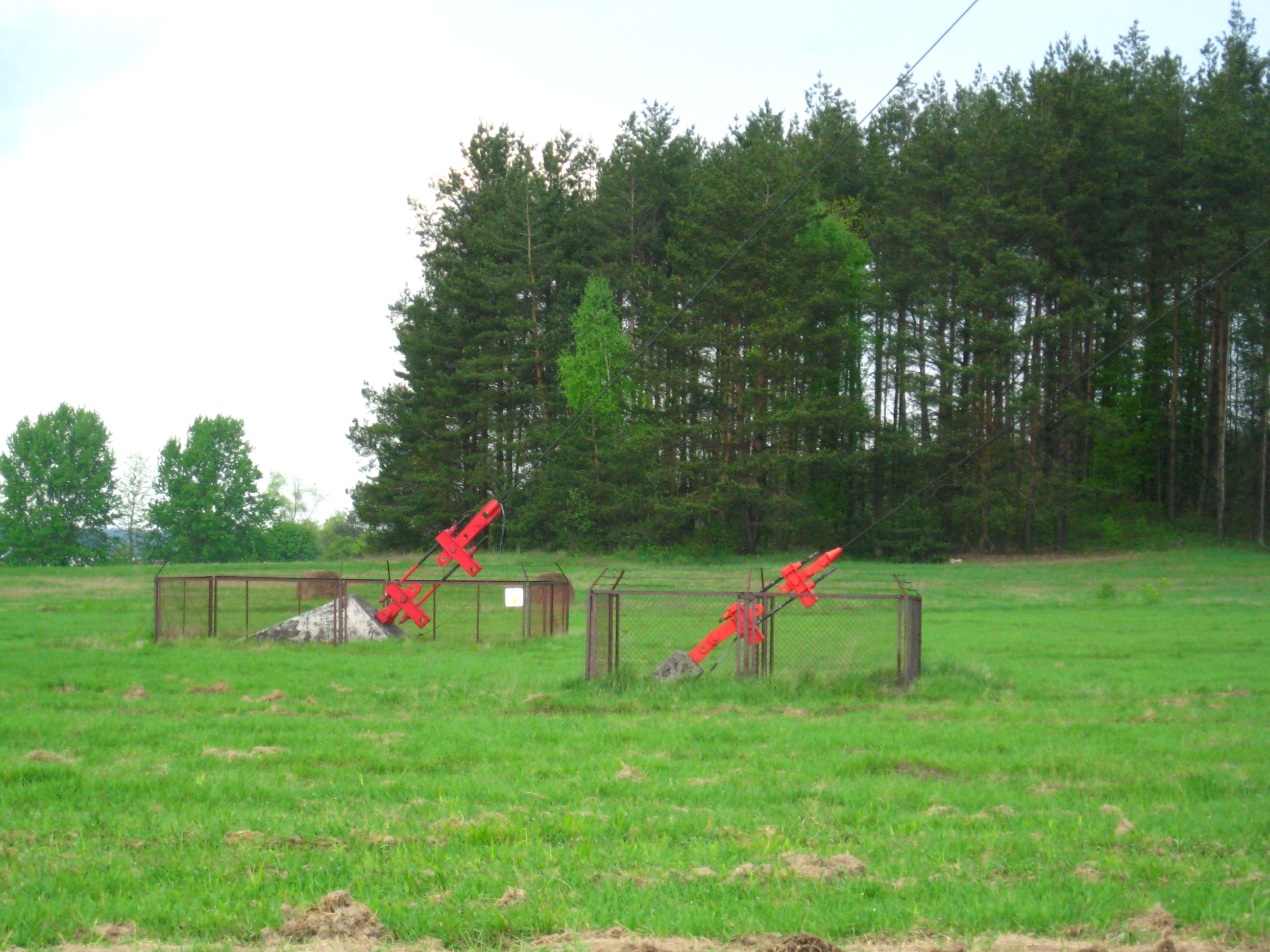
Kotwiczenia odciągów masztu głównego
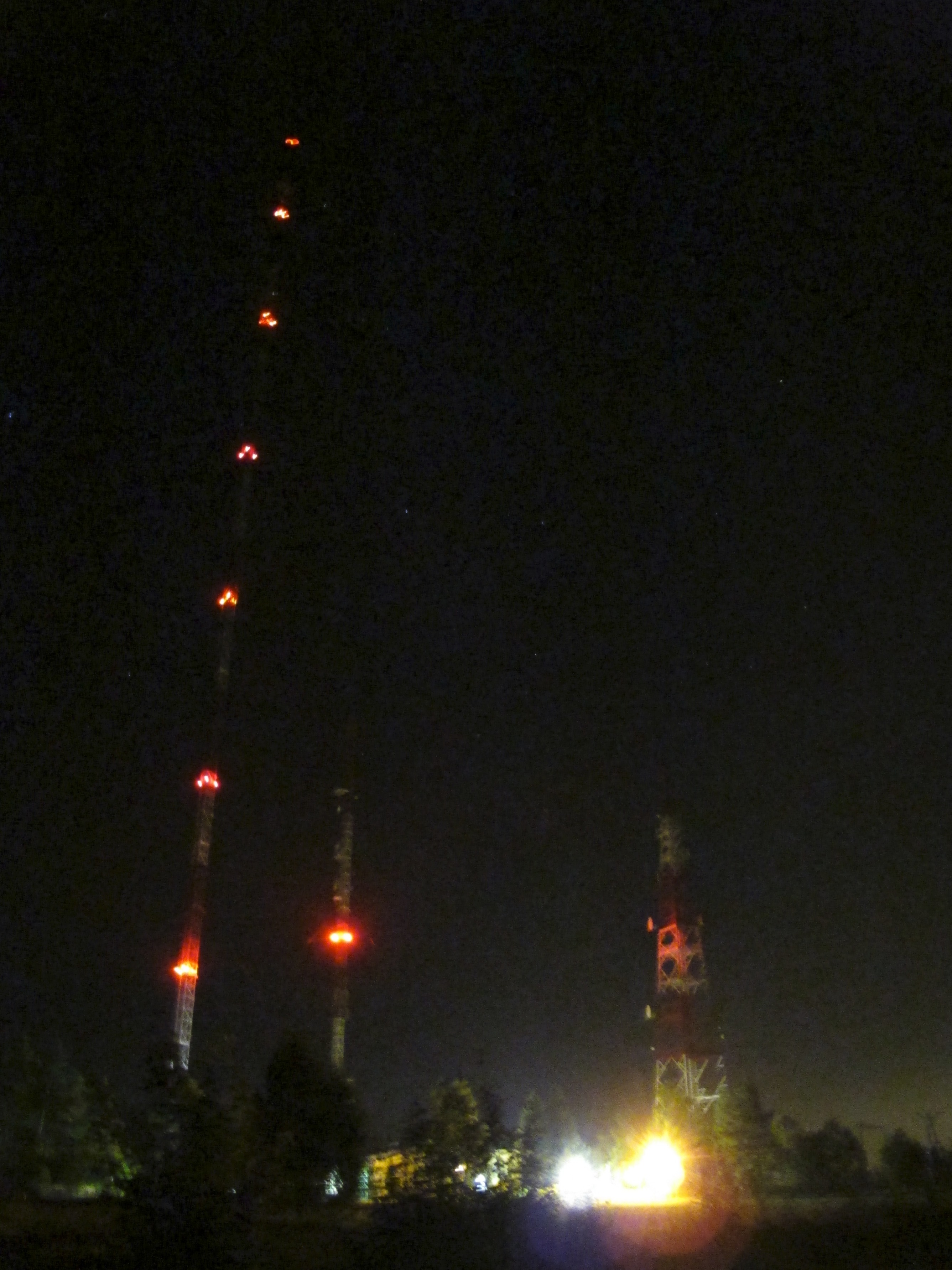
RTCN nocą